# استان مدنین
استان مدنین (به عربی: ولایة مدنین) یکی از بیست و چهار استان‌های تونس است.

## خصوصیات
استان مدنین ۸٬۵۸۸ کیلومترمربع مساحت و طبق سرشماری ۲۰۱۴ تونس ۴۷۹٬۵۲۰ نفر جمعیت دارد.